# Menomonie
Menomonie is een plaats (city) in de Amerikaanse staat Wisconsin, en valt bestuurlijk gezien onder Dunn County.

## Demografie
Bij de volkstelling in 2000 werd het aantal inwoners vastgesteld op 14.937. In 2006 is het aantal inwoners door het United States Census Bureau geschat op 15.318, een stijging van 381 (2,6%).

## Geografie
Volgens het United States Census Bureau beslaat de plaats een oppervlakte van 37,8 km², waarvan 33,3 km² land en 4,5 km² water.

## Plaatsen in de nabije omgeving
De onderstaande figuur toont nabijgelegen plaatsen in een straal van 20 km rond Menomonie.